# Ghetto de Kalouga
Le ghetto de Kalouga est un ghetto créé par les nazis durant la Seconde Guerre mondiale, sur le territoire de la ville de Kalouga, à 160 kilomètres seulement au Sud-Ouest de Moscou. Ce ghetto n'exista que durant deux mois, novembre et décembre 1941. Le 6 décembre débuta la contre-offensive soviétique qui fera échouer l'offensive allemande sur Moscou. La ville de Kalouga est libérée le 30 décembre 1941.

## Histoire
En 1920 vivaient à Kalouga environ 800 Juifs, ce qui représentait 2 % de la population. En 1939 ils étaient au nombre de 2 157. À l'époque de la Seconde Guerre mondiale, la Wehrmacht occupa la ville à partir du 13 octobre 1941. La majorité des Juifs de Kalouga s'enfuit vers l'est et il n'en resta plus dans la ville que 150 à 200, surtout des femmes, des enfants, des vieillards, et des malades,.

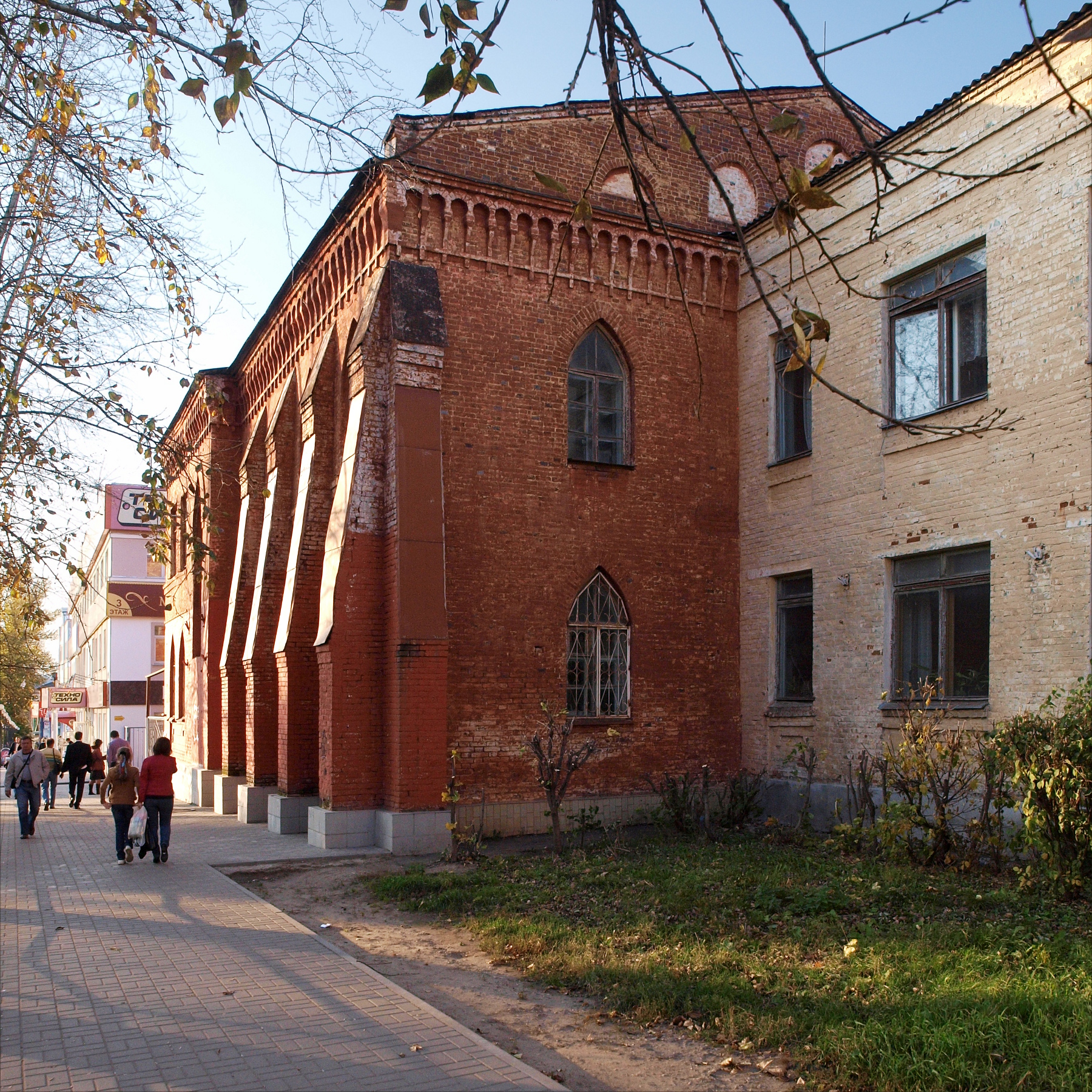
Kalouga : synagogue

Dès le début de l'occupation, les Allemands prirent une série d'ordonnances qui s'adressaient aux Juifs. Il leur était interdit d'accéder aux lieux publics, d'utiliser de l'électricité. Tout contact entre les habitants et les Juifs étaient interdit. Le commandement allemand placarda dans les rues de Kalouga des affiches accusant les Juifs de bolchevisme et d'avoir déclenché la guerre. Le port de l'étoile juive leur fut imposé.
Les premiers jours de l'occupation, 14 Juifs furent fusillés, accusés d'activisme pro-soviétique. Le 8 novembre 1941, par une ordonnance no 8 du gouvernement de la ville relative à l'« organisation des droits des Juifs » fut créé un ghetto de 155 personnes : 64 hommes et 91 femmes. Il se trouvait dans le quartier de la « cité de la coopérative » (à l'emplacement d'un ancien monastère, entre les rues Koutouzov et Krasnaïa Gora). Les prisonniers du ghetto vivaient dans les anciennes cellules des moines, sans chauffage, sans eau, sans nourriture. Chaque jour, les Juifs qui avaient été chassés de leurs appartements en ville étaient emmenés pour exécuter des travaux de nettoyage de cadavres, de toilettes publiques de fosses à ordures.
Régulièrement, les Allemands organisaient des fouilles dans le ghetto pour prendre les vêtements chauds, les chaussures des habitants. Ces fouilles s'accompagnaient de passages à tabac ou pire. Ainsi un vieillard paralysé fut aspergé d'essence et brûlé vif. Des habitants de Kalouga aidèrent les Juifs en leur passant de la nourriture et des médicaments dans le ghetto. Le chef du ghetto Froumkel fut roué de coup pour avoir énuméré une liste de prisonniers de ghetto en utilisant les termes « еврей » (évrei) et « еврейский » (évreiski) (juif, équivalent en russe à israélite) au lieu des termes « жид » (jid), « жидовский » (jidovski) (juif, équivalent en russe à youpin).
Au moment de leur retraite le 22 décembre, les Allemands incendient le ghetto tuant 11 personnes (dont six sont des malades et des personnes âgées). Les autres parviennent à échapper à l'incendie. Dans leur composition scolaire, un an plus tard, en décembre 1942, les enfants qui s'étaient trouvés dans le ghetto, ont raconté leurs impressions. Par la suite, ces documents furent inclus dans un recueil intitulé : « La guerre à travers le regard des enfants », qui a été édité par le service des Archives de l'oblast.
Dans une des compositions un élève écrivait: « Quand les Allemands sont arrivés, c'était le 12 octobre 1941, nous avons été envoyé parce que nous étions Juifs, dans le quartier de la « Cité de la coopérative » (un ancien couvent pour femmes). Là, ils se moquaient de nous : ils nous battaient, nous donnaient des coups, nous obligeaient à faire des travaux sales. Quand nous étions dans ce quartier il a été entouré d'une clôture que nous avons dû faire nous-mêmes, nous des enfants de 14-15 ans avec l'aide de vieillards de 70-75 ».
Le 30 décembre 1941, la ville de Kalouga fut reprise par l'armée rouge. En tout 25 Juifs sont morts : 14 fusillés pour activisme et 11 dans l'incendie du ghetto.

## Mémoire
Il n'y a pas de mémorial, ni plaque commémorative, ni monument sur ces évènements à Kalouga,. En mars 2012, dans les locaux des Archives de l'histoire récente de Kalouga eut lieu la présentation du livre « Ghetto juif de Kalouga », publié à l'initiative de la communauté juive locale,.